# Sulafat
Sulafat (gamma Lyrae) is een ster in het sterrenbeeld Lier (Lyra).
De ster staat ook bekend als Sulaphat.